# 알리샤 부
얼리샤 보(영어: Alisha Boe, 영어 발음: /əˈliːʃə/, 1997년 3월 6일 ~ )는 노르웨이 태생의 미국 배우이다. 넷플릭스 드라마 《루머의 루머의 루머》의 제시카 데이비스 역으로 유명하다.

## 출연 작품
- 예스, 갓, 예스 (2019)
- 치어리딩 클럽 (2019)
- 루머의 루머의 루머 시즌1 (2017)
- 킬러의 보이프렌드 (2017)
- 파라노말 액티비티 4 (2012)
- 내 마음을 읽어 봐 (2009)
- 어뮤즈먼트 (2008)